# Major Distribution
Major Distribution è un singolo del rapper statunitense 50 Cent, pubblicato nel 2013 e interpretato insieme a Snoop Dogg e Young Jeezy.

## Tracce
- Download digitale

1. Major Distribution (featuring Snoop Dogg and Young Jeezy) - 4:23